# Mimose
Mimose (Mimosa) er en slægt med ca. 400 arter, der hovedsageligt er udbredt i de tropiske dele af Nord- og Sydamerika. Det er urter, halvbuske, buske eller små træer. Stænglerne er oftest tornede og bærer dobbelt fjersnitdelte blade. Mange mimosearter kan udføre hurtige bevægelser som reaktion på berøring, og det er baggrunden for, at man bruger ordet "mimose" om meget sårbare eller nærtagende personer. Blomsterne er samlet i kuglerunde eller cylindriske hoveder, der sidder på stilke fra bladhjørnerne. De enkelte blomster er oftest 4-tallige. Frugterne er flade og slanke, læderagtige bælge med flade, klart adskilte frø.
| Beskrevne arter |

- Ægte Mimose (Mimosa pudica)

| Andre arter |

| - Mimosa aculeaticarpa - Mimosa arenosa - Mimosa asperata - Mimosa borealis - Mimosa casta - Mimosa ceratonia - Mimosa diplotricha - Mimosa dysocarpa - Mimosa emoryana - Mimosa grahamii - Mimosa hostilis | - Mimosa hystricina - Mimosa latidens - Mimosa laxiflora - Mimosa malacophylla - Mimosa microphylla - Mimosa nuttallii - Mimosa pellita - Mimosa pigra - Mimosa quadrivalvis - Mimosa roemeriana - Mimosa rubicaulis | - Mimosa rupertiana - Mimosa scabrella - Mimosa schomburgkii - Mimosa somnians - Mimosa strigillosa - Mimosa tenuiflora - Mimosa texana - Mimosa turneri - Mimosa verrucosa |